# Boliche nos Jogos Mundiais de 2009
As competições de boliche nos Jogos Mundiais de 2009 ocorreram entre 20 e 22 de julho no Happy Bowling Center. Três eventos foram disputados.

## Quadro de medalhas
| Ordem | País          | Medalha de ouro | Medalha de prata | Medalha de bronze |   |
| ----- | ------------- | --------------- | ---------------- | ----------------- | - |
| 1     | Colômbia      | 1               | 1                |                   | 2 |
| 2     | Finlândia     | 1               |                  |                   | 1 |
| 2     | Coreia do Sul | 1               |                  |                   | 1 |
| 4     | Grã-Bretanha  |                 | 1                |                   | 1 |
| 4     | Hong Kong     |                 | 1                |                   | 1 |
| 6     | Malásia       |                 |                  | 2                 | 2 |
| 7     | Filipinas     |                 |                  | 1                 | 1 |
| TOTAL | TOTAL         | 3               | 3                | 3                 | 9 |

## Medalhistas
| Evento                          | Ouro                                            | Prata                                      | Bronze                            |
| Individual masculino (detalhes) | COL Manuel Otalora                              | HKG Wu Siu Hong                            | MAS Adrian Ang                    |
| Individual feminino (detalhes)  | FIN Krista Poellaenen                           | GBR Zara Glover                            | PHI Liza del Rosario              |
| Duplas mistas (detalhes)        | KOR Coreia do Sul Kong Byoung-hee Gye Min-young | COL Colômbia Manuel Otalora Anggie Ramirez | MAS Malásia Adrian Ang Zatil Iman |